# Hultsfreds församling
Hultsfreds församling är en territoriell församling inom Svenska kyrkan i Smålandsbygdens kontrakt av Linköpings stift. Församlingen ingår i Aspelands pastorat och ligger i Hultsfreds kommun i Kalmar län.
Församlingskyrka är Hultsfreds kyrka.

## Administrativ historik
Församlingen bildades 1955 genom en utbrytning av Hultsfreds kyrkobokföringsdistrikt ur Vena församling. Från 1955 till 1962 var församlingen annexförsamling i pastoratet Vena och Hultsfred. Från 1962 till 2014 var Hultsfreds församling moderförsamling i samma pastorat som sedan 1992 utökades med Lönneberga församling. Från 6 april 1919 till 1937 var området ett kyrkobokföringsområde inom Vena församling för att från 1937 till 1955 vara ett kyrkobokföringsdistrikt. Från 2014 ingår församlingen i Aspelands pastorat.

## Kyrkoherdar
| Ämbetstid | Namn         | Levnadstid | Övrigt |
| --------- | ------------ | ---------- | ------ |
| 1972–1984 | Eric Nilsson | 1935–      | [ 6 ]  |

## Organister
| Verksam   | Namn               | Levnadstid | Övrigt    |
| --------- | ------------------ | ---------- | --------- |
| 1956–1964 | Karl-Alvar Larsson | 1902–      | Organist. |